# Drynaria sparsisora
Drynaria sparsisora är en stensöteväxtart som först beskrevs av Nicaise Augustin Desvaux, och fick sitt nu gällande namn av Moore. Drynaria sparsisora ingår i släktet Drynaria och familjen Polypodiaceae. Inga underarter finns listade.

## Bildgalleri

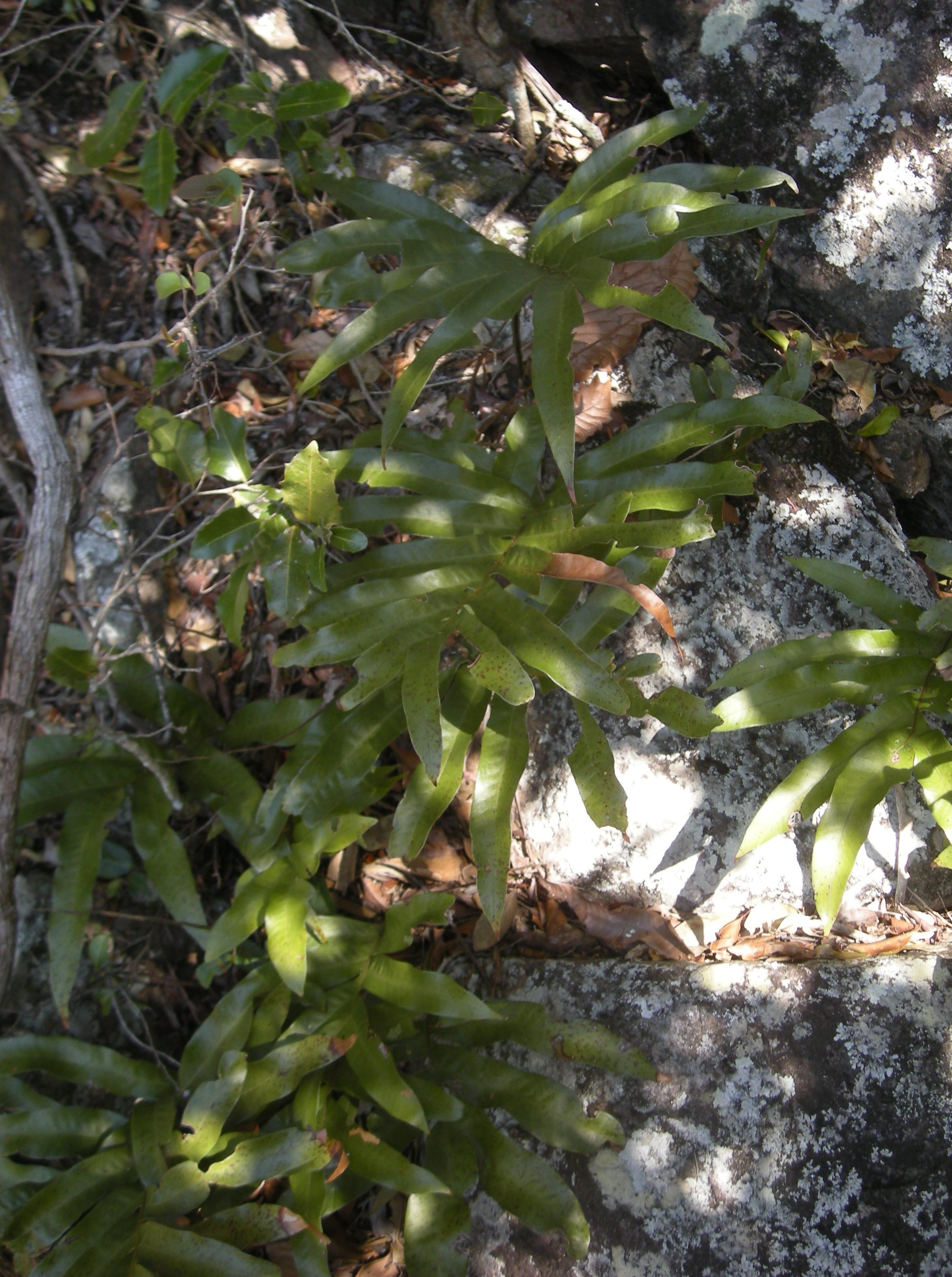